# Mezén (riu)
El Mezén és un riu que recorre la República de Komi i l'óblast d'Arkhànguelsk, a Rússia.

## Geografia
De 966 km de recorregut, neix a la serralada de Timan (a la República de Komi, a l'oest dels Urals) i flueix cap al nord-oest fins a desembocar a la Badia de Mezén, al mar Blanc. Té un cabal mitjà de 886 m³/s i la seva conca ocupa 78.760 km².
El riu es manté gelat de finals d'octubre o principis de novembre fins a finals d'abril o principis de maig. El Mezén és navegable en els seus últims 200 km, a partir de la confluència amb el Vashka. A la primavera és navegable al llarg de 681 km (fins a Makar-Ib) gràcies als fins a 9500 m³/s de cabal durant aquesta estació.

### Afluents
Els seus principals afluents són:

#### Per la dreta
- Mezenskaya Pishma (Мезенская Пижма), de 238 km de longitud, 3830 km² de conca i 41,9 m³/s de cabal.
- Suda (Суда);
- Peza (Пеза), de 365 km de longitud, 15.100 km² de conca i 122 m³/s de cabal.

#### Per l'esquerra
- Vashka (Вашка), de 605 km de longitud, 21.000 km² de conca i 184 m³/s de cabal.
- Pyssa (Пысса), de 164 km de longitud i 1.160 km² de conca.
- Irva (Ирва), de 174 km de longitud i 2.260 km² de conca.
- Bolshaya Loptjuga (Большая Лоптюга), de 160 km de longitud i 2.030 km² de conca.
- Us, de 102 km de longitud i 917 km² de conca.